# Línea 3 (Tranvía de Amberes)
La línea 3 del Tranvía de Amberes es una línea que une Merksem con Beveren, ambos en la provincia de Amberes, Bélgica.
En la sección del premetro, discurre entre las estaciones de Van Eeden y Sport.

## Historia
La primera vez que se explotó esta línea, fue mediante tranvías tirados por caballos. En 1903, se extendió hasta Middenstatie y, un año más tarde, hasta Schijnpoort.
Después de la Segunda Guerra Mundial, se desconectó el tramo hasta Hoboken. En 1965, se acortó otra vez el recorrido por el sur, hasta Lambermontplaats.
En 1996, comenzó a utilizar los túneles del premetro. Asimismo, se asignó el término oeste actual.
Desde septiembre de 2012, la línea desde el centro se dirige hacia el oeste y no hacia el sur, como hacía antes.

## Estaciones
|  |   |  | Estación              | Municipio   | Correspondencia |  |
|  | - |  | --------------------- | ----------- | --------------- |  |
|  | • |  | P+R Fortsteenweg      | Amberes     |                 |  |
|  | • |  | Ringlaan              | Amberes     |                 |  |
|  | • |  | Rerum Novarum         | Amberes     |                 |  |
|  | • |  | Victor Rosens         | Amberes     |                 |  |
|  | • |  | Oudebareel            | Amberes     |                 |  |
|  | • |  | Barnkracht            | Amberes     |                 |  |
|  | • |  | Burgemeester Nolf     | Amberes     |                 |  |
|  | • |  | Gasthuisgoeve         | Amberes     |                 |  |
|  | ■ |  | Sport                 | Amberes     |                 |  |
|  | ■ |  | Schijnpoort           | Amberes     |                 |  |
|  | ■ |  | Handel                | Amberes     |                 |  |
|  | ■ |  | Elisabeth             | Amberes     |                 |  |
|  | ■ |  | Astrid                | Amberes     |                 |  |
|  | ■ |  | Opera                 | Amberes     |                 |  |
|  | ■ |  | Meir                  | Amberes     |                 |  |
|  | • |  | Groenplaats           | Amberes     |                 |  |
|  | • |  | Van Eeden             | Amberes     |                 |  |
|  | • |  | Halewijn              | Amberes     |                 |  |
|  | • |  | August Van Cauwelaert | Amberes     |                 |  |
|  | • |  | Sporthal              | Amberes     |                 |  |
|  | • |  | P+R Linkeroever       | Amberes     |                 |  |
|  | • |  | Schep Vreugde         | Amberes     |                 |  |
|  | • |  | Verbrandendijk        | Zwijndrecht |                 |  |
|  | • |  | Van Goey              | Zwijndrecht |                 |  |
|  | • |  | Dorp                  | Zwijndrecht |                 |  |
|  | • |  | Hof ter Rijen         | Zwijndrecht |                 |  |
|  | • |  | P+R Krijgsbaan        | Beveren     |                 |  |

## Futuro
No hay ampliaciones previstas.